# Хадајк
Хадајк је Земљин геолошки еон који датира из периода пре Архаика. Почео је формирањем Земље пре око 4,6 милијарди година и завршио се, како је дефинисала Међународна комисија за стратиграфију (ИЦС), пре 4 милијарде година. Статус Хадајка је према оцени ИЦС неформалан. Име му је дао геолог Престон Клауд 1972, да би означио период пре најстаријих познатих стена.
Пошто постоји мало трагова о Хадајку на Земљи, за сада немамо поделу на ниже категорије.
У последњим деценијама 20. века геолози су идентификовали неколико стена из Хадајка на подручју западног Гренланда.